# Haðarlag
Haðarlag (del nórdico antiguo, 'métrica de Höðr', también 'métrica de batalla') fue una forma métrica de composición en la poesía escáldica usado principalmente en honor de Höðr.
El ejemplo más clásico es Hrafnsmál de Þormóðr Trefilsson, inspirado en el poema del mismo nombre sobre Snorri Goði, escrito como variante de málaháttr con rima dróttkvætt.